# Tegostoma
Tegostoma is een geslacht van vlinders van de familie van de grasmotten (Crambidae), uit de onderfamilie van de Odontiinae. De wetenschappelijke naam voor dit geslacht is voor het eerst voorgesteld door Philipp Christoph Zeller in een publicatie uit 1847.

## Soorten
- Tegostoma aequifascialis (Zerny, 1917)
- Tegostoma albinalis Maes, 2004
- Tegostoma albizonalis Hampson, 1900
- Tegostoma anaemica Hampson, 1913
- Tegostoma anaemicalis (Hampson, 1900)
- Tegostoma aridalis Mey, 2011
- Tegostoma baphialis (Staudinger, 1871)
- Tegostoma bipartalis Hampson, 1896
- Tegostoma burtoni Sumpich, Karsholt, Savenkov & Roweck, 2022
- Tegostoma comparalis (Hübner, 1796)
- Tegostoma concinnalis (Christoph, 1882)
- Tegostoma confluentalis Hampson, 1913
- Tegostoma embale Caradja, 1928
- Tegostoma flavida (Moore, 1881)
- Tegostoma florilegaria Guenée, 1857
- Tegostoma fulvifascialis (Christoph, 1887)
- Tegostoma lepidalis (Herrich-Schäffer, 1851)
- Tegostoma marginalis Amsel, 1961
- Tegostoma millotalis (Marion, 1956)
- Tegostoma moeschleri (Christoph, 1862)
- Tegostoma mossulalis Amsel, 1949
- Tegostoma praestantalis (D. Lucas, 1943)
- Tegostoma pseudonoctua (Rothschild, 1921)
- Tegostoma richteri Amsel, 1963
- Tegostoma ruptilineale Zerny, 1914
- Tegostoma salsolacalis Chrétien, 1910 [1]
- Tegostoma sarobiella Amsel, 1970
- Tegostoma stangei Zerny, 1916
- Tegostoma subditalis Zeller, 1852
- Tegostoma subterminalis Hampson, 1918
- Tegostoma uniforma Amsel, 1951
- Tegostoma zachlora (Meyrick, 1891)